# Harvey Sims
Harvey James Sims (Waterloo, 25 dicembre 1871 – Kitchener, 8 giugno 1945) è stato un giocatore di curling canadese.

## Carriera
Partecipò ai III Giochi olimpici invernali edizione disputata a Lake Placid (Stati Uniti d'America) nel 1932, riuscendo ad ottenere la seconda posizione nella squadra canadese con i connazionali Russell Hall, Archie Lockhart e Frank McDonald, partecipando per Ontario.
Nell'edizione le altre due nazionali canadesi si classificarono prima e terza. La competizione ebbe lo status di sport dimostrativo